# Lucifuga spelaeotes
Lucifuga spelaeotes је зракоперка из реда Ophidiiformes и фамилије Bythitidae. 

## Угроженост
Ова врста се сматра рањивом у погледу угрожености врсте од изумирања.

## Распрострањење
Бахамска острва су једино познато природно станиште врсте.

## Станиште
Станиште врсте су слатководна подручја.